# Jardim Pompeia
Jardim Pompeia é um bairro pertencente ao município de Goiânia, capital de Goiás, na região norte da cidade.
É um dos bairros mais antigos de sua região. Criado em proximidade ao bairro Itatiaia, o Jardim Pompeia é via de acesso a outras regiões de Goiânia por meio da GO-080. No entanto, justamente pelo acesso, o local sofre com a constante passagem de veículos pesados em sua via. Ao mesmo passo, a região, próxima ao Campus Samambaia da  Universidade Federal de Goiás, compreende áreas verdes e também uma proposta de ciclovia e ciclofaixas.
Segundo dados do Instituto Brasileiro de Geografia e Estatística (IBGE), divulgados pela prefeitura, no Censo 2010 a população do Jardim Pompeia era de 4 574 pessoas.